# Katalonska deklaracija neovisnosti
Katalonska deklaracija neovisnosti je proglas kojim je Katalonski parlament 27. listopada 2017. natpolovičnom većinom glasova proglasio Katalonsku Republiku i raskid svih državno-pravnih veza sa Španjolskom. Uslijedila je kao rezultat referenduma o neovisnosti održanog početkom istog mjeseca na kojem je od 2,26 milijuna birača 90% glasalo za neovisnost.

## Pozadina
Podrobniji članak o temi:  Referendum o neovisnosti Katalonije
Još u studenom 2014. održan je Referendum o neovisnosti Katalonije, kojeg je Katalonski parlament odobrio još 27. rujna 2012., a zbog pritisaka i administrativnih prepreka službeno ga je javnosti obznanio tadašnji katalonski predsjednik Artur Mas 12. prosinca 2013. u Barceloni. Iako je još istoga dana španjolski ministar pravosuđa Alberto Ruiz opovrgnuo održavanje referenduma te španjolska središnja vlada više puta rekla da će se svim pravnim sredstvima boriti protiv održavanja referenduma o eventualnoj neovisnosti Katalonije, referendum je održan 9. studenog 2014. te je na njemu više od 80% birača glasovalo za neovisnost.
Tri godine kasnije, 1. listopada 2017. održan je referendum o neovisnosti Katalonije, obilježen policijskim nasiljem španjolskih policajaca koji su upotrebom sile uz dozvolu španjolske vlade pokušale spriječiti održavanje referenduma trganjem glasačkih kutija, gušenjem prosvjeda, onemogućavanjem glasovanja zavtaranjem dijela biračkih mjesta i ozljeđivanjem više od 800 ljudi. Odmah nakon zatvaranja biračkim mjesta španjolski predsjednik Mariano Rajoy izjavio je kako "nismo imali referendum o neovisnosti Katalonije" i proglasio referendum "nelegalnim" i "neustavnim". Nasilje su osudili belgijski premijer Charles Michel i slovenski premijer Miro Cerar, dok ostale članice Europske unije nisu uputile dopis ili dali usmeni iskaz kao reakciju na nasilje.

## Reakcije
Nekoliko sati prije samog glasanja o Deklaraciji, španjolski predsjednik Rajoy razriješio je Puigdemonta s mjesta predsjednika Katalonije i njegovu vladu te za vršitelja dužnosti predsjednika postavio Sorayu Sáenz de Santamaríu, glasnu protivnicu katalonske neovisnosti, do raspisivanja mjesnih izbora krajem prosinca.
Već istoga dana, na ulicama Barcelone okupilo se više od 50 000 ljudi, većinom studenata, koji su slavili proglašenje neovisnosti. Sljedećih dana, samoproglašene države Južna Osetija i Abhazija te otprije i Baskija priznale katalonsku neovisnost, dok su EU predvođena Njemačkom i SAD među prvima odbacili svagu mogućnosti provođenja ove odluke. Istovremeno su u narednim danima, četiri protu-katalonske stranke Katalonsko civilno društvo, Narodna stranka, PSOE i Građani održali prosvjede protiv katalonske neovisnosti, na kojima se, prema procjenama policije, u Barceloni i Madridu okupilo oko 300 000 ljudi.

## Epilog
Središnja Španjolska poslala je 28. listopada policiju i vojsku u Kataloniji radi preuzimanja vlasti, kao i državne činovnike na mjestima gdje su lokalni odbili raditi za Španjolsku. Financijska sredstva Kataloniji su blokirana, velike tvrtke premjestile su poslovanja iz Barcelone, a katalonski premijer Carles Puigdemont bio je prisiljen otići u izbjeglištvo u Belgiju, jer mu je prijetilo uhićenje i 30-godišnja zatvorska kazna.
Do 30. listopada španjolske vlasti vratile su nadzor na katalonskim teritorijem naišavši na mali otpor.

## Vanjske poveznice
- Tekst Deklaracije na katalonskom

|  | Zajednički poslužitelj ima još gradiva o temi Katalonska deklaracija neovisnosti |